# Messier 53
Messier 53 (também conhecido como M53 ou NGC 5024) é um aglomerado globular localizado na constelação de Coma Berenices. Foi descoberto por Johann Elert Bode em 1775. A uma distância de cerca de 50 000 anos-luz do centro da Via Láctea, Messier 53 é um dos objetos mais periféricos da galáxia. Está quase à mesma distância do Sistema Solar (cerca de 58 000 anos-luz).

## Descoberta e visualização
O aglomerado globular foi descoberto por Johann Elert Bode em 3 de fevereiro de 1775, descrevendo-o como uma "nebulosa circular e vívida". O astrônomo francês Charles Messier redescobriu independentemente o objeto, catalogando-o dois anos depois, em 26 de fevereiro de 1777, descrevendo-o como "circular e notável". William Herschel, descobridor de Urano, foi o primeiro a resolver as primeiras estrelas mais brilhantes do aglomerado.
Em pequenos telescópios amadores, pode ser visto como um objeto nebuloso com um centro brilhante e grande, embora suas bordas também sejam brilhantes. Suas estrelas mais brilhantes podem ser vistas com telescópios de 4 polegadas de abertura em um céu noturno em excelentes condições. Em telescópios de abertura de 12 polegadas, praticamente todas suas estrelas podem ser resolvidas.

## Características

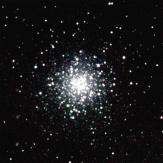
Messier 53, projeto 2MASS

É um dos aglomerados globulares mais externos da Via-Láctea, situando-se a cerca de 60 000 anos-luz do centro galáctico e estando quase a mesma distância em relação à Terra, 58 000 anos-luz.  Seu diâmetro aparente de 13 minutos de grau corresponde a um diâmetro real de 220 anos-luz. Está se aproximando do Sistema Solar a 112 km/s. Contém um núcleo de aproximadamente 2 minutos de grau de diâmetro, embora suas estrelas não estejam tão concentradas em seu centro como ocorre em outros aglomerados globulares. Sua densidade estelar diminui apenas gradualmente de seu centro a suas bordas, e pertence à classe V em densidade estelar, segundo Harlow Shapley. Suas estrelas mais brilhantes são gigantes vermelhas de magnitude aparente 12, embora a magnitude aparente média do aglomerado seja 16,9. A classe espectral integrada do aglomerado é F6.
Como todo aglomerado globular, Messier é aparentemente pobre em metais; contém poucas quantidades de elementos mais pesados do que hélio, e a metalicidade do aglomerado é ainda menor do que a média dos aglomerados globulares da galáxia. Contém 47 variáveis RR Lyrae, sendo que algumas delas mudaram seu período irreversivelmente, de acordo com Kenneth Gly Jones.
Próximo a M53 há outro aglomerado globular, NGC 5053, que está praticamente a mesma distância do que Messier 53 em relação à Terra, e dos dois aglomerados podem estar ligados fisicamente. Entretanto, NGC 5053 é menor e exibe um núcleo menos denso; sua classificação como aglomerado globular foi constestada no passado, embora fosse mais tarde confirmada por espectroscopia.